# Mecánica analítica
La mecánica analítica es una formulación abstracta y general de la mecánica que permite el uso en igualdad de condiciones de sistemas inerciales o no inerciales sin que, a diferencia de las leyes de Newton, la forma básica de las ecuaciones de movimiento cambie. Algunos autores identifican la mecánica analítica con la teórica. Otros consideran que el rasgo determinante es considerar la exposición y planteamiento de la misma en términos de coordenadas generalizadas.
Lo característico de la formulación de la mecánica analítica es que, a diferencia de la mecánica newtoniana, se toman como fundamento primero principios generales diferenciales e integrales, y que a partir de estos principios se obtengan analíticamente las ecuaciones de movimiento. La exposición de los principios generales, la deducción a partir de ellos de las ecuaciones diferenciales de movimiento y los métodos de integración de éstas, constituye el contenido principal de la mecánica analítica.
La mecánica analítica tiene, básicamente dos formulaciones: la formulación lagrangiana y la formulación hamiltoniana. Las dos describen el mismo fenómeno natural, independientemente de aspectos formales y metodológicos, y llegan a las mismas conclusiones. La formulación lagrangiana está más orientada a una utilidad práctica y la hamiltoniana es idónea para una formulación teórica.

## Supuestos básicos
La mecánica analítica sigue los tres supuestos básicos de la mecánica clásica, es decir:
- el Principio de Hamilton o principio de mínima acción. Podemos tomarlo como principio fundamental de toda la dinámica de los sistemas holónomos.
- la existencia de un tiempo y espacio absolutos, cuyas medidas son iguales para cualquier observador con independencia de su grado de movimiento.
- el determinismo científico, que viene a decir que el estado de un sistema mecánico queda completamente determinado si se conoce el conjunto de cantidades de movimientos y posiciones que lo constituyen, siendo estas simultáneamente medibles.[cita requerida]

Es interesante notar que en mecánica relativista el segundo supuesto es inaceptable, aunque sí es aceptable el primero y, con algunas diferencias, el tercero. Por otro lado, en mecánica cuántica el que no es aceptable es el tercero (de hecho, en la mecánica cuántica relativista no son aceptables el segundo ni el tercero).[cita requerida]
Aunque la mecánica clásica y en particular la mecánica newtoniana es adecuada para describir la experiencia diaria (con eventos que suceden a velocidades muchísimo menores que la velocidad de la luz y a escala macroscópica), debido a la aceptación de supuestos tan restrictivos como estos tres, no puede describir adecuadamente fenómenos electromagnéticos con partículas en rápido movimiento ni tampoco fenómenos físicos microscópicos que suceden a escala atómica.[cita requerida]

## Tipos de formulaciones
La mayoría de manuales generales sobre mecánica analítica pueden agruparse en dos tipos de enfoques:
- Enfoque analítico que, en cierto modo, es heredero de la mecánica analítica de Joseph-Louis de Lagrange, de 1788, y la igualmente elegante formulación de William Rowan Hamilton, de 1833. Estas dos formulaciones en última instancia se basan en el principio diferencial introducido por D'Alembert en 1743. En este enfoque se presentan en detalle aplicaciones astronómicas y las leyes básicas de la física. En este enfoque la fuerza casi siempre es una fuerza conservativa y muchas veces también central. Por esa última razón, los principios conservativos están generalmente muy enfatizados en este enfoque.[6]
- Enfoque general de los sistemas dinámicos general es el enfoque más reciente surgido de los trabajos de Henri Poincaré y Aleksandr Liapunov, en la última década del siglo XIX, y del libro Dynamical Systems (1927), de G. D. Birhoff. En los manuales más sencillos, este enfoque está poco representado, aunque es muy común en los trabajos de investigación. Este enfoque está actualmente muy relacionado con la teoría del caos y con propiedades complejas de los sistemas mecánicos más complicados.[7]

## Formulaciones analíticas
Como se ha mencionado existen dos subformulaciones diferentes y principales del enfoque analítico: la mecánica lagrangiana y la mecánica hamiltoniana.

### Mecánica lagrangiana
La mecánica lagrangiana tiene la ventaja de ser suficientemente general como para que las ecuaciones de movimiento sean invariantes respecto a cualquier cambio de coordenadas. Eso permite trabajar con sistema de referencia inerciales o no-inerciales en pie de igualdad.
Para un sistema de n grados de libertad, la mecánica lagrangiana proporciona un sistema de {\displaystyle n} ecuaciones diferenciales de segundo orden llamadas ecuaciones del movimiento que permiten conocer como evolucionará el sistema.
Aunque en general la integración de ese sistema de ecuaciones no es sencilla, resulta de gran ayuda reducir el número de coordenadas del problema buscando magnitudes conservadas, es decir, magnitudes físicas asociadas al sistema, que no varían a lo largo del tiempo. Las magnitudes conservadas también se suelen llamar integrales del movimiento y suelen estar asociadas a leyes de conservación comunes.
En su forma más avanzada se formula sobre el fibrado tangente de una variedad diferenciable y en su forma más sencilla se formula usando coordenadas de un conjunto abierto de igual dimensión igual al número de grados de libertad.

### Mecánica hamiltoniana
La mecánica hamiltoniana se suele formular sobre supuestos variacionales de un modo similar a los usados para la mecánica lagrangiana. Sin embargo, el enfoque hamiltoniano permite transformaciones de coordenadas más generales lo cual le da mayor flexibilidad para resolver las ecuaciones del movimiento. Otra ventaja es que las ecuaciones de evolución temporal en el enfoque hamiltoniano son {\displaystyle 2n} ecuaciones diferenciales de primer orden, lo cual permite integrar más fácilmente las ecuaciones de movimiento. Nótese que, tanto una formulación como la otra, nos da la misma cantidad de información: n ecuaciones de segundo orden y 2n ecuaciones de primer orden.
De todos los enfoques de la mecánica clásica, el enfoque hamiltoniano es el más cercano al enfoque general de la teoría de sistemas dinámicos. No es extraño por tanto que partes importantes de teoría del caos aparecieran por primera vez dentro del enfoque hamiltoniano.